# Écublens (Vaud)
Écublens is een gemeente en plaats in het Zwitserse kanton Vaud en maakt sinds 1 januari 2008 deel uit van het Ouest lausannois. Voor 2008 maakte de gemeente deel uit van het district Morges. Ecublens telt 10.286 inwoners.

## Geboren
- Simone Cuendet (1911-2010), schrijfster, onderwijzeres en journaliste